# Nationaal park Kirindy Mitea
Het Nationaal park Kirindy Mitea is sinds 1997 een beschermd natuurgebied van 722 km² in de regio Menabe in Madagaskar.

## Ligging en klimaat
Het nationale park bevindt zich in het westen van het land in de regio Menabe, woongebied van de Sakalava, naast het kanaal van Mozambique. Het gebied bestaat uit dichte droogbossen, doornig struikgewas, stranden, duinen en kleine eilandjes. Het park is een overgang tussen de biodiversiteit van het westen en het oosten. De dichtstbijzijnde steden zijn Belo sur Mer en Morondava. Rond het park lopen twee rivieren, de Maharivo en de Lampaolo.

## Fauna
Van de elf zoogdieren die in het park leven, zijn er tien endemisch. Onder hen zijn acht soorten lemuren zoals de Microcebus berthae, de kleinste primaat ter wereld en enkel hier voorkomend. Er werden 47 vogels geteld waarvan 33 endemisch en 23 reptielen, allen endemisch voor het park.

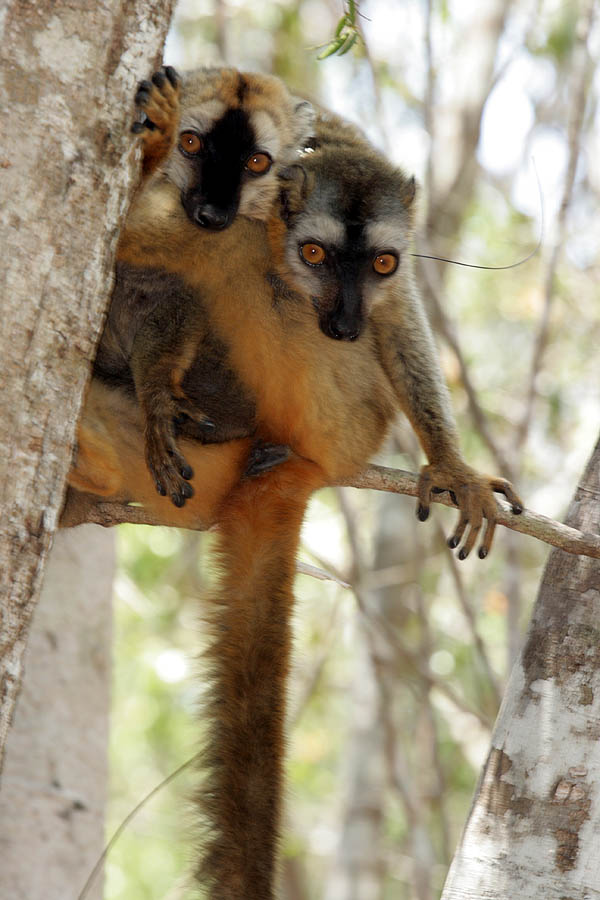
Eulemur rufifrons
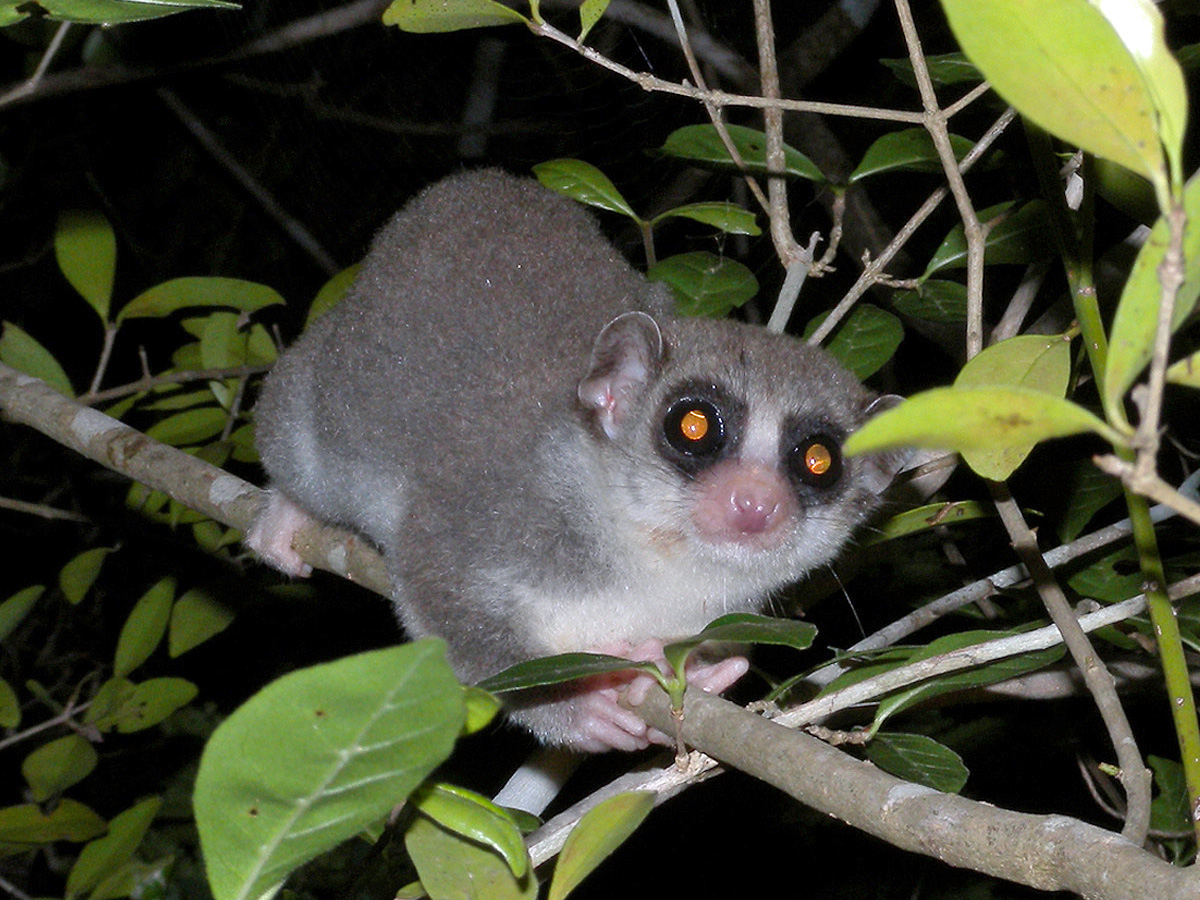
Vetstaartkatmaki
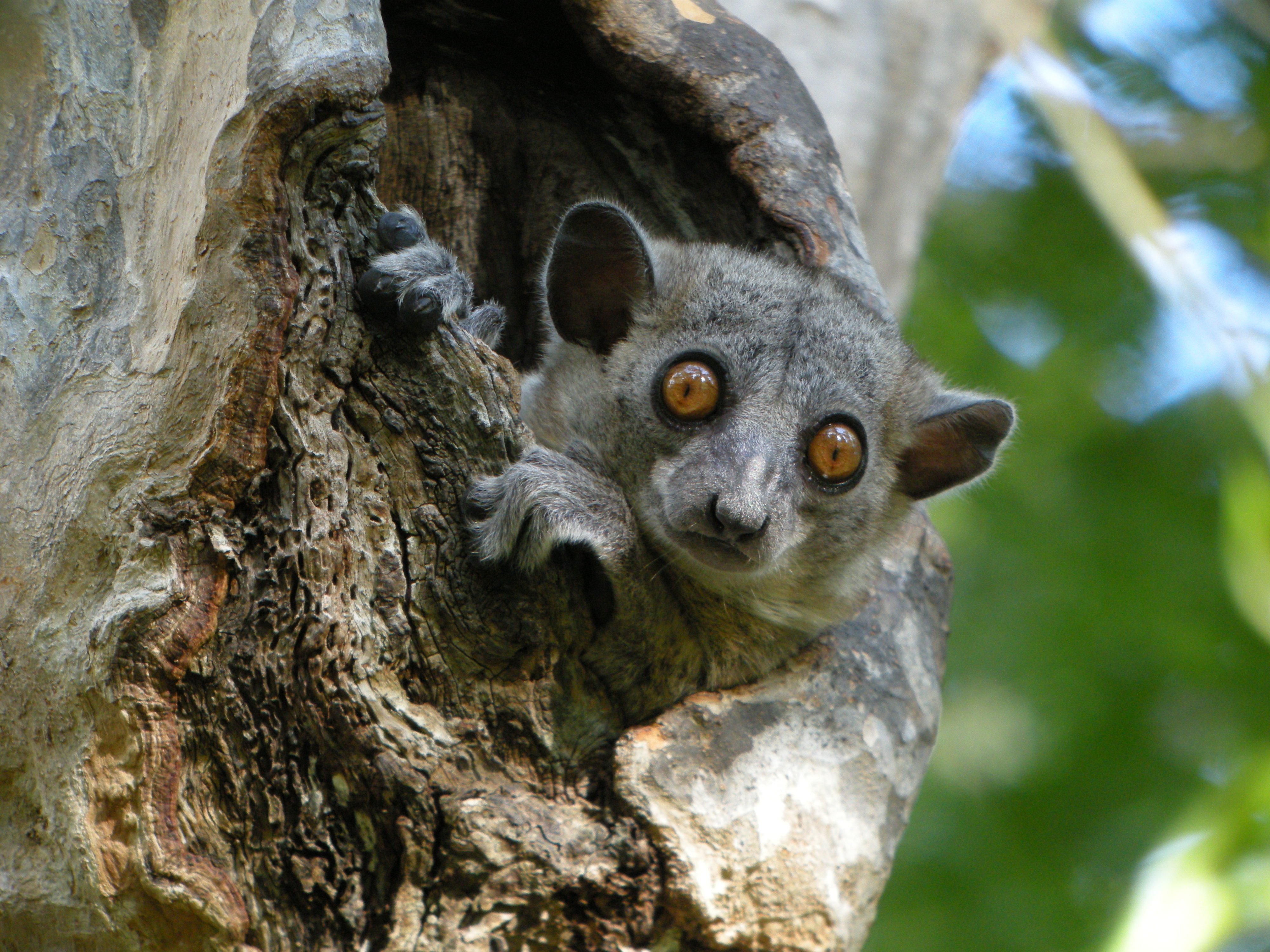
Roodstaartwezelmaki
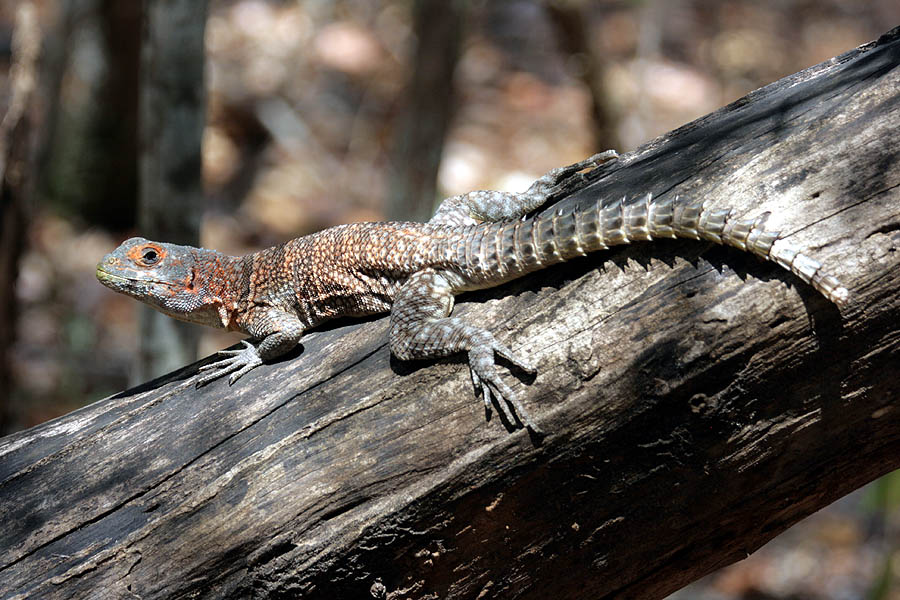
Madagaskar-halsbandleguaan
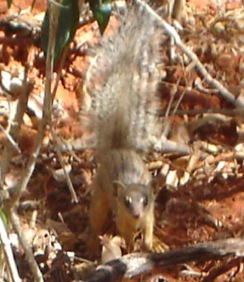
Smalstreepmangoest
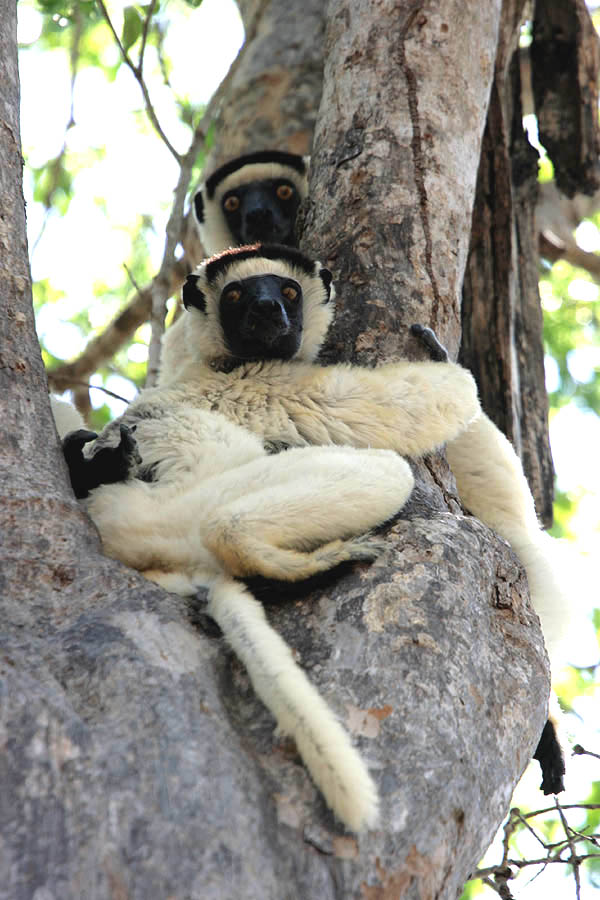
Verreauxsifaka
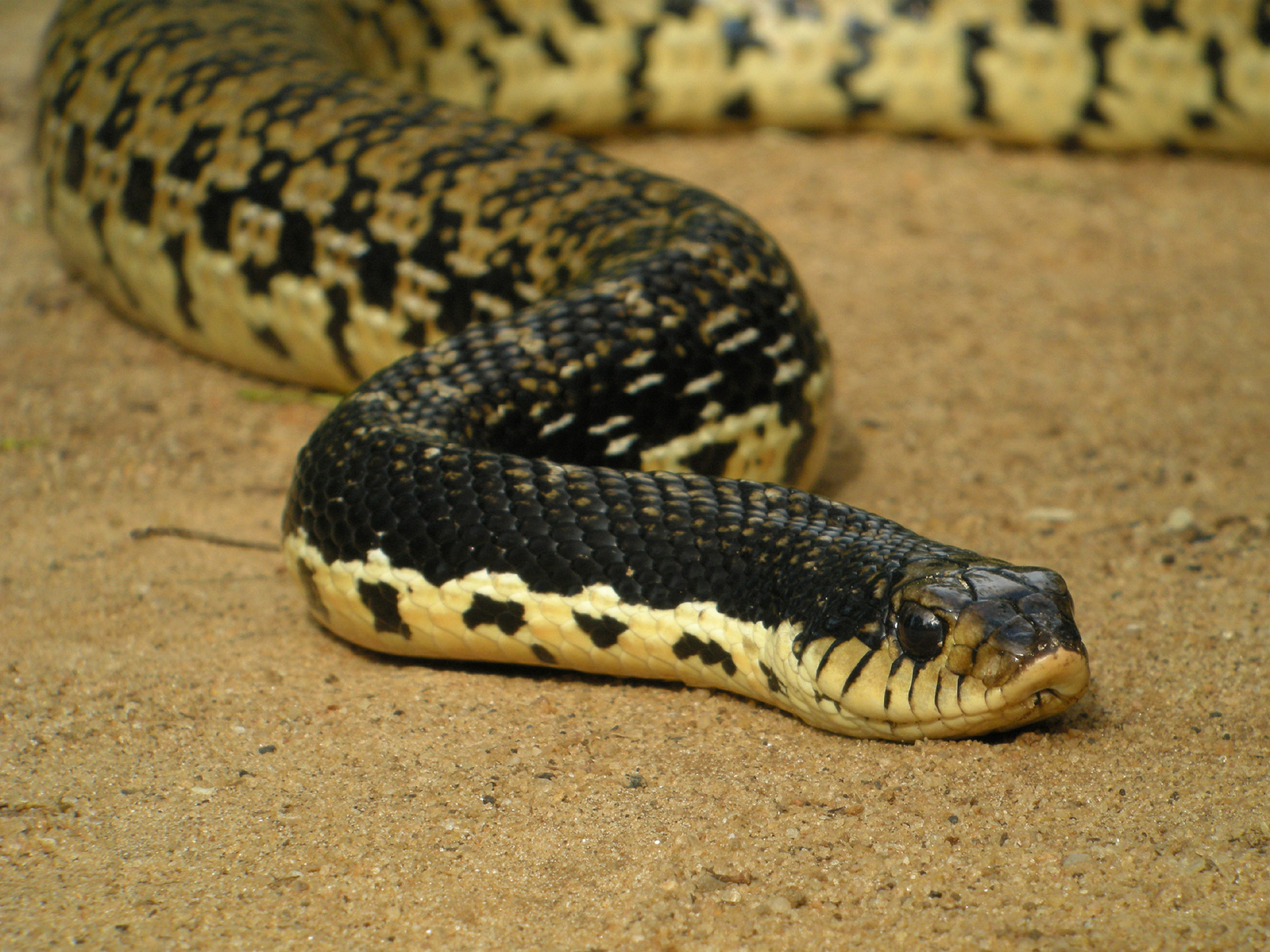
Leioheterodon madagascariensis

## Flora
Er werden 185 soorten planten en bomen gevonden in het park, waaronder twee soorten baobabs. De baobab van Grandidier is de grootste in zijn soort met een hoogte tot 40 meter. In het park groeit ook de bedreigde endemische Hazomalania voyroni.

## Legenden
Er bestaan verscheidene legenden over dit park. Zo is er de oude mythe van de "songomby" een dier dat half paard, half zeboe is en die in de bossen van de Kirindy Mitea woonde. Er zijn ook de legendes van "Hako" een wildeman in Mahaboboka en de "Behisatsy" een monsterlijke man die in de mangroven van Antanimanimbo leefde. Het is in de bossen van de Kirindy Mitea waar de mythische Hercules van Madagaskar werd geboren. De legende zegt dat hij een nato, een boom van 20 meter hoog zou hebben doormidden gescheurd om zijn kracht te bewijzen. Stam en wortels van deze nato bevinden zich nog steeds in Manahy.
Anja Community Reserve ·
Berenty-reservaat ·
Renialareservaat ·
Kirindy Forest ·
Zoölogisch park van Ivoloina